# Cocoș de mesteacăn

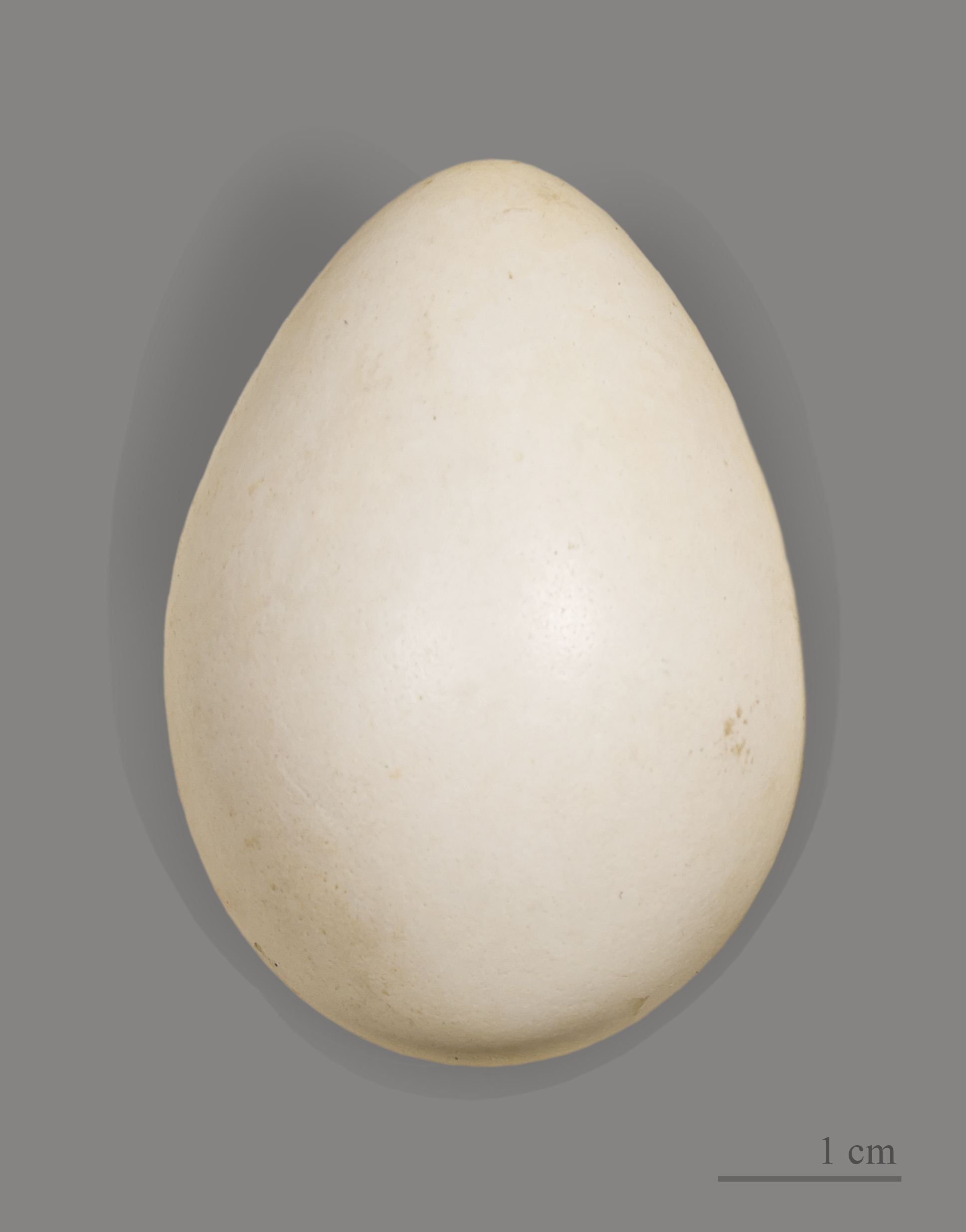
Ou de Lyrurus tetrix tetrix

Cocoșul de mesteacăn („Lyrurus tetrix” sau „Tetrao tetrix”) este o pasăre care face parte din familia fazanilor (Phasianidae).

## Răspândire. Mod de viață
Păsările din această specie trăiesc în regiuni de smârcuri, pășuni umede cu crânguri de mesteceni. Cuibul lor este ascuns în tufișurile de pe câmp. Cocoșul de mesteacăn care era de mărimea unei găini domestice a dispărut. Mai poate fi întâlnit sporadic în unele regiuni din Europa Centrală, în Alpi, în regiunea Rhön, Hohes Venn, pe unele pășuni de munte din regiunea estică în Erzgebirge, precum și în Parcul Național Munții Rodnei și în Parcul Natural Munții Maramureșului din România.